# Bundesstraße 74
Die Bundesstraße 74 (Abkürzung: B 74) ist eine Bundesstraße in Norddeutschland zwischen Berne, nördlich von Bremen und Stade, westlich von Hamburg über eine Distanz von 98 Kilometern.

## Streckenverlauf
Die B 74 durchquert das Elbe-Weser-Dreieck, das Gebiet zwischen Weser- und Elbemündung in Niedersachsen. Sie beginnt in Berne, ist nach drei Kilometer lediglich durch eine Fährverbindung über die Weser geschlossen und führt weiter durch Bremen. Formal ist der Verlauf unterbrochen durch die A 270 in Bremen bis zur Anschlussstelle Bremen-Nord (A 27). Der Verlauf führt weiter zu der Kreisstadt Osterholz-Scharmbeck (32 km), weiter durch Bremervörde (dort kurz zusammen mit der B 71 und Abzweig der B 495) (71 km), bis sie in der Kreisstadt Stade am Abzweig B 73 (98 km) endet.
Die ersten sechs Kilometer der B 74 verlaufen innerörtlich und zweispurig von Berne (B 212 (Bremerhaven – Bookholzberg)) zur Weserfähre und auf der anderen Seite durch Bremen-Farge. Der Neubau der Ortsumgehung Farge leitet den KfZ-Verkehr seit dem 9. Dezember 2009 direkt auf die Autobahn A 270. Der größte Teil des Verlaufs der B 74 auf Bremer Stadtgebiet wurde 2001 zur A 270 erhoben, und zwar die 11,5 km des bis dahin vierspurigen Schnellstraßen-Abschnitts der B 74 zwischen Bremen-Blumenthal und Bremen-Burglesum (9 Abfahrten, durchgehend ohne Standspur).

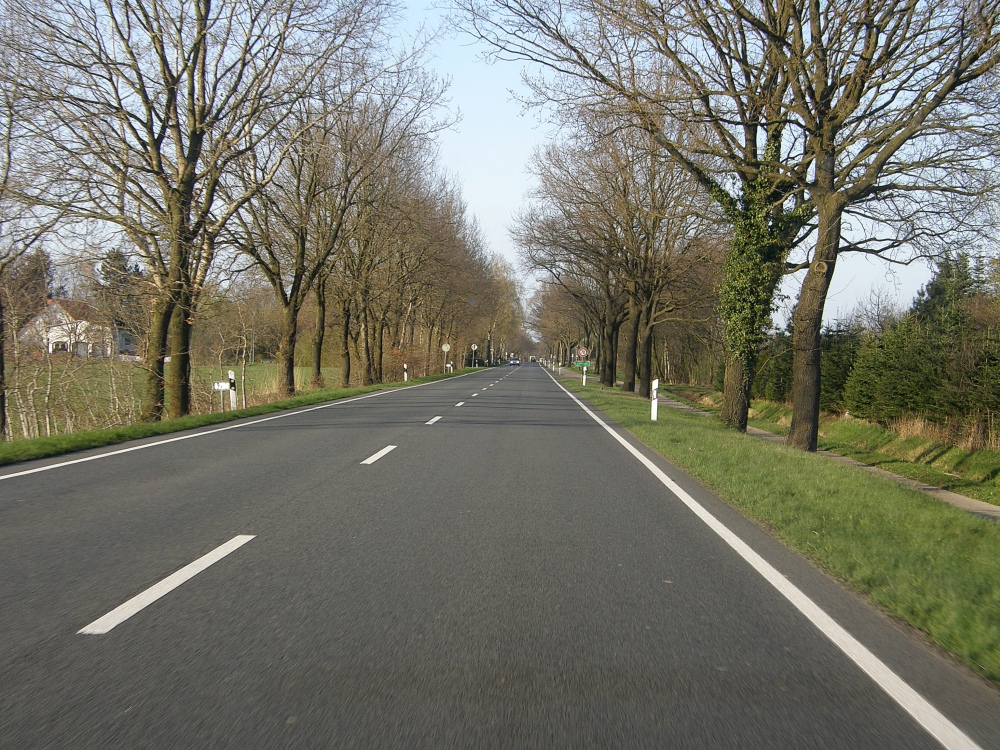
Bundesstraße 74 bei Basdahl
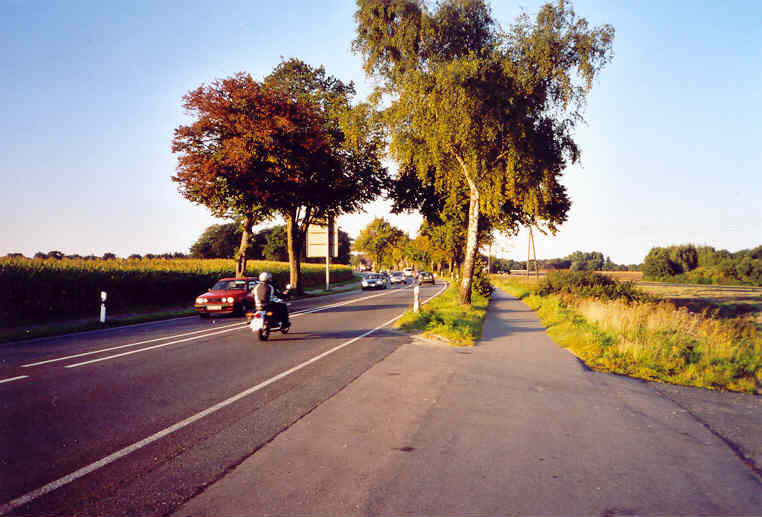
B 74 zwischen Ritterhude und Scharmbeckstotel
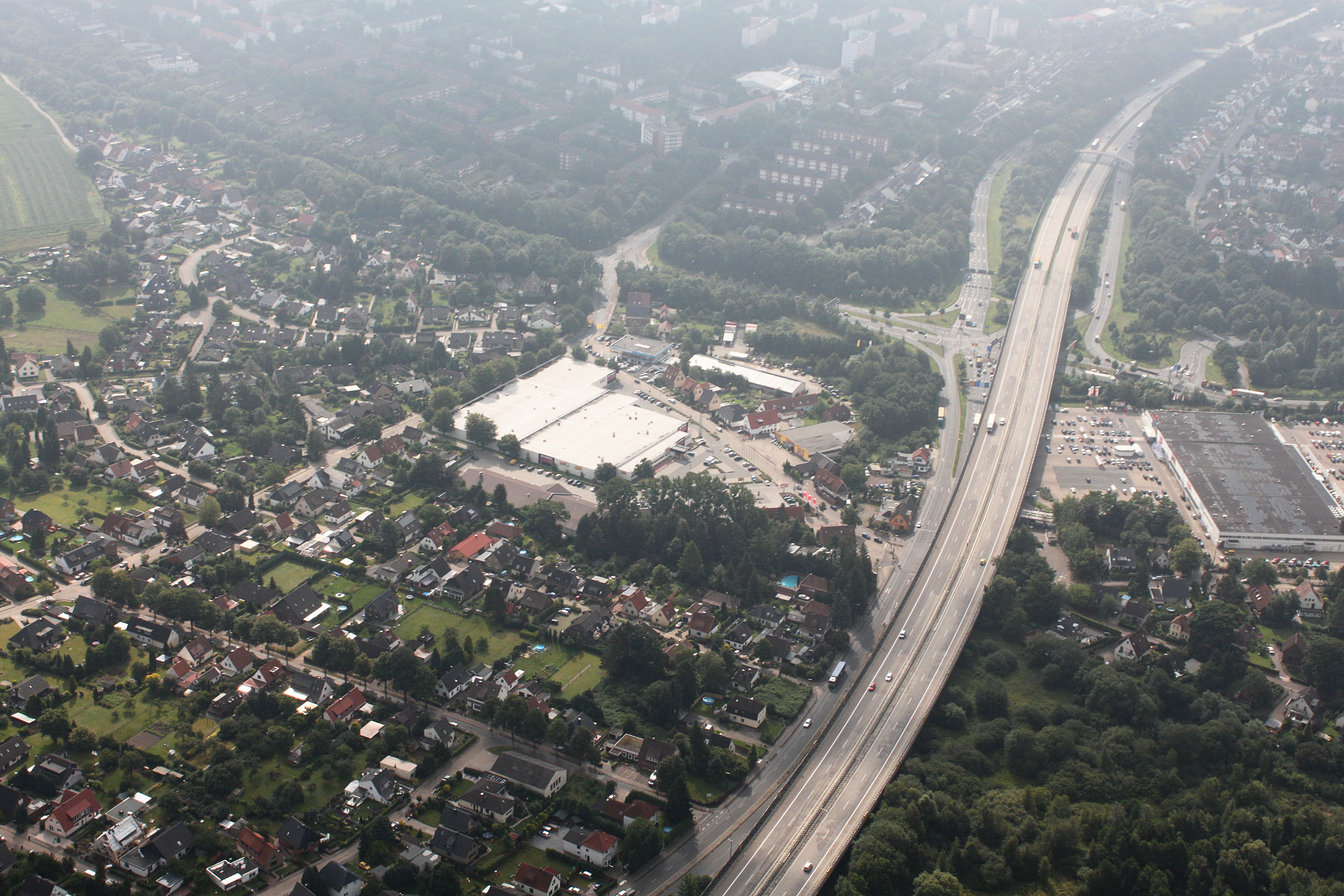
Übergang der B 74 (von links zwischen den Baumreihen kommend) in die A 270 (rechts hinter der Autobahn weiterführend) an der Anschlussstelle Bremen-Nord der A 27

## Geschichte

### Ursprung
Abschnitte der heutigen Strecke wurden schon im Dreißigjährigen Krieg von den jeweiligen Kriegsparteien als „Heerstraße“ genutzt. Auf ihr rückten z. B. Dänen und Schweden – aus Stade kommend – in Richtung Bremen vor und auch wieder ab.
Am 5. Juli 1665 wird durch die Genehmigung für einen regelmäßigen Fahrpostverkehr zwischen Bremen und Hamburg (über Scharmbeck und Bremervörde) die Streckenführung weiter „etabliert“.
Die Landstraße zwischen Bremen und Bremervörde wurde 1839 zur befestigten Kunststraße (Chaussee) ausgebaut. Dabei wurde die Streckenführung so verändert, dass die Straße über Scharmbeck statt wie bisher über Osterholz führte.

### Frühere Strecken und Bezeichnungen
Die 1932 eingerichtete Fernverkehrsstraße 74 (FVS 74), ab 1934 in Reichsstraße 74 (R 74) umbenannt, führte von Stade über Bremervörde und Beverstedt nach Bremerhaven. Seit 1937 führte die Reichsstraße und spätere Bundesstraße 74 ab Bremervörde über Osterholz-Scharmbeck nach Bremen-Nord. Am 1. Januar 1961 wurde die B 74 rechtsseitig bis Farge und linksseitig der Weser durch Berne verlängert.

### Ersetzungen
Die Bundesstraße verläuft zwischen Ritterhude und Stade weitgehend in der historischen Trassierung. Lediglich in Osterholz-Scharmbeck wurde sie 1970/71 durch eine zweistreifige Umgehungsstraße ersetzt.

## Planungen
Geplant war zeitweise eine Weiterführung der B 74 von Berne ins 24 Kilometer entfernte Oldenburg; entsprechende Planungen, die parallel zur Hunte verlaufende bestehende L 865 zur Bundesstraße aufzustufen und teilweise durch einen Straßenneubau zu ersetzen, werden zurzeit nicht weiterverfolgt. In der Diskussion ist lediglich ein Neubau der L 865 zwischen dem Dorf Bornhorst und der Anschlussstelle Oldenburg-Ohmstede der A 29.
Von 2010 bis 2018 erfolgt der Bau einer nördlichen Umgehung des Ortskerns von Berne für die Bundesstraße 212, zu der ein neuer Anschluss an die Bundesstraße 74 hergestellt werden wird. Nach Inbetriebnahme der Berner Umgehungsstraße wird die B 74 an ihrem südwestlichen Ende um 3 Kilometer verkürzt.
Östlich der Anschlussstelle Bremen-Nord der A 27 soll Ritterhude in Zukunft auf einer Umgehungsstraße umfahren werden. Zusammen mit dem Land Niedersachsen beantragte der Landkreis Osterholz im Mai 2012 beim Bund die Festlegung der Linienführung für eine Ritterhuder Ost-Umgehung.